# Talisia Misiedjan
 (janvier 2019).
Si vous disposez d'ouvrages ou d'articles de référence ou si vous connaissez des sites web de qualité traitant du thème abordé ici, merci de compléter l'article en donnant les références utiles à sa vérifiabilité et en les liant à la section « Notes et références ».
 (janvier 2019).
Talisia Misiedjan, née le 11 mai 1990 à Amsterdam, est une actrice néerlandaise.

## Filmographie

### Cinéma et téléfilms
- 2006 : Fok jou! (nl) : Sharita
- 2007-2011 : SpangaS : Avalanche Blokland
- 2009 : SpangaS op Survival (nl) : Avalanche Blokland
- 2011 : Mixed Up : Serefina
- 2012 : Als je verliefd wordt (nl) : Tahnita
- 2012 : Dit Is Het Begin : L'enfant techno